# Vasilis Tsitsanis
Vasilis Tsitsanis (Grieks: Βασίλης Τσιτσάνης) (Trikala, 18 januari 1915 - Londen, 18 januari 1984) was een toonaangevend Grieks componist en bouzouki-speler die algemeen wordt beschouwd als een van de grondleggers van de moderne Griekse muziek, de rebetika en laïko.  Tsitsanis schreef meer dan 500 nummers en wordt nog steeds herinnerd als een buitengewone componist en bouzouki-speler.
Van jongs af aan was Tsitsanis geïnteresseerd in muziek en leerde hij viool, mandola en mandoline spelen, de pijlers van zoveel van zijn liedjes. In 1936 vertrok hij naar Athene om rechten te studeren. In 1937 had hij ook bouzouki geleerd en maakte hij zijn eerste muziekopnames.
In 1938 verhuisde hij naar Thessaloniki waar hij zijn militaire dienst vervulde. Hij bleef daar ongeveer tien jaar tijdens de Duitse bezetting van Griekenland. Daar werd hij beroemd, opende ook een ouzeri (café waar o.a. ouzo wordt geschonken) trouwde en schreef veel van zijn beste liedjes die na het einde van de oorlog later werden opgenomen.  Toen de platenmaatschappijen door de Duitse bezettingsmacht in 1941 werden gesloten had hij al ongeveer 100 van zijn eigen nummers opgenomen en was hij op opnames van vele andere componisten te horen.
In 1946 keerde Tsitsanis terug naar Athene en begon hij veel van zijn eigen composities op te nemen die veel van de zangers die met hem werkten beroemd maakten, zoals Sotiria Belou, Marika Ninou, Ioanna Georgakopoulou en Prodromos Tsaousakis.  Tsitsanis ontwikkelde de 'verwestersing' van de rebetika en maakte deze breder bekend bij grote delen van de bevolking. Hiermee legde hij ook de basis voor de latere laïko.
Vassilis Tsitsanis was een goede vriend van Andreas Papandreou, premier van Griekenland.  
Tsitsanis stierf in het Royal Brompton Hospital in Londen na een longoperatie op zijn negenenzestigste verjaardag. Er werd gerouwd in heel Griekenland, waar tot op de dag van vandaag zijn muziek nog steeds wordt gewaardeerd.
- Bibliothèque nationale de France: cb139738235 (data)
- Gemeinsame Normdatei: 131354809
- International Standard Name Identifier: 0000 0000 8113 8415
- Library of Congress Control Number: n82042508
- MusicBrainz: 64bf8e96-63e3-4557-8a84-c0df7ad8d18d
- Nationale Bibliotheek van Tsjechië: xx0174731
- Nationale Bibliotheek van Israël: 987007439812805171
- Nederlandse Thesaurus van Auteursnamen: 143776207
- SNAC: w6154prh
- Système universitaire de documentation: 079232426
- Virtual International Authority File: 52818383
- WorldCat: E39PBJjxtj4xxF3tCH7tHRjV4q